# Radix ampla
Radix ampla is een slakkensoort uit de familie van de poelslakken (Lymnaeidae). De wetenschappelijke naam van de soort is voor het eerst geldig gepubliceerd in 1821 door Wilhelm Hartmann.

## Kenmerken
De windingdraad van de behuizing is erg klein, de laatste winding is sterk vergroot. De bovenrand van de mondopening is meestal hoger dan de bovenkant van de mond. De binnenrand van de opening is sterk gebogen. De vouw is recht. Het huisje is tot 20 mm hoog en tot 19 mm breed en is solide en bijna ondoorzichtig.

### Vergelijkbare soorten
De soort is vooral te verwarren met de oorvormige poelslak (Radix auricularia). In tegenstelling tot deze soort is de spindelvouw niet verdraaid en meestal sterker omgevouwen.

## Levensstijl en verspreiding
Deze soort leeft in kalme delen van rivieren en meren. Ze blijven meestal op de kustlijn in de buurt van het wateroppervlak. De soort komt voor in Midden- en Oost-Europa tot in Siberië. Het is relatief zeldzaam.
Radix:
ampla · 
auricularia · 
lagotis · 
ovata · 
peregra

Stagnicola:
corvus · 
fuscus · 
occultus · 
palustris · 
turricula

Overig:
Galba truncatula · 
Lymnaea stagnalis · 
Myxas glutinosa · 
Omniscola glabra · 
Pseudosuccinea columella